# Fosun
Fosun International Limited (chinesisch 復星國際有限公司 / 复星国际有限公司, Pinyin Fùxīng Guójì Yǒuxiàn Gōngsī) ist das größte, in Privatbesitz befindliche Konglomerat der Volksrepublik China. Gegründet wurde es 1992 von vier Absolventen der Fudan-Universität in Shanghai. Bis heute hat das Unternehmen dort seinen Sitz und bestritt 2007 seinen Gang an die Börse in Hongkong.
2014 wurden 15 Prozent des Umsatzes von den etwa 9 Mrd. Euro im Finanzsektor und 85 Prozent durch Industriebeteiligungen (v. a. Stahl) erwirtschaftet. Der Gewinn verteilte sich allerdings zu 35 Prozent auf den Finanzbereich und zu den restlichen 65 Prozent auf Industrie.

## Geschichte
Im März 2014 erwarb Fosun 19,18 Prozent der BHF-Bank. Die Anteile wurden Anfang 2016 an die französische Privatbank Oddo weiterveräußert. Ende 2014 gab Fosun bekannt, dass mit der Meadowbrook Insurance Group für rund 433 Millionen US-Dollar erstmals eine US-Versicherung vollständig von einer chinesischen Firma übernommen wurde.
Im Zuge der Übernahme der SEB Asset Management AG, durch den britischen Immobilien-Dienstleister Savills, wurden ebenfalls eine Reihe von Immobilien nahe dem Potsdamer Platz verkauft, für die sich Fosun interessierte. Schlussendlich erfolgte eine Übernahme durch den kanadischen Immobilieninvestor Brookfields.
Im Juli 2015 wurde bekannt, dass Fosun die Mehrheit des Bankhaus Hauck & Aufhäuser übernehmen wird. Im September 2016 übernahm Fosun die Bank. Am 11. Dezember 2015 wurde der Handel mit der Fosun-Aktie an der Börse in Hongkong bis auf Weiteres ausgesetzt. Der Unternehmenschef Guo Guangchang verschwand spurlos. Fosun teilte später mit, Guo Guangchang „assistiere der Polizei bei einigen Ermittlungen“. Der Konzern informierte am 14. Dezember 2015 über die Rückkehr Guangchangs.
Im Dezember 2016 übernahm die Fosun-Gruppe 16,7 Prozent der Banco Comercial Português (BCP) und plant bis zu 30 Prozent zu übernehmen. Im März 2018 gab es Gerüchte, dass Fosun die Anteile von den Gründerfamilien Wilhelm und Palmers am österreichischen Textilhersteller Wolford übernehmen will, welche sich auf 50,87 Prozent belaufen. Seit Mai 2018 hält Fosun 58 Prozent von Wolford im Besitz. Im Juni 2018 wurde bekannt, dass Fosun die FFT Group von der Aton GmbH übernahm.
Im März 2020 gab Fosun den Einstieg bei Biontech bekannt. Am 27. August 2020 einigte sich Biontech mit Fosun auf die Lieferung von 10 Mio. Impfdosen gegen COVID-19 für Hongkong und Macau und am 16. Dezember 2020 darauf, zusätzlich 100 Mio. Dosen für Festlandchina zu produzieren.
Nachdem Fosun mehrere Investitionen in der Vergangenheit durch kurz- und mittelfristige Darlehen finanziert hatte, geriet das Firmenkonglomerat im Jahr 2022 in eine finanzielle Schieflage. Mehrere kurzfristige Darlehen wären im Laufe des darauffolgenden Jahres fällig geworden und Fosun räumte ein, dass es Probleme bei der Anschlussfinanzierung gibt. Daraufhin wurde versucht, durch die Veräußerung von Beteiligungen Cashflow zur Schuldenreduzierung zu generieren. Im Oktober 2022 wurde schließlich bekannt gegeben, dass Fosun mit der Jiangsu Shagang Group über den Verkauf ihres knapp 60-prozentigen Anteils an der Nanjing Iron and Steel Corp. verhandle. Als möglicher Verkaufspreis wurden 15 Milliarden Yuan genannt. Am 25. Oktober 2022 stufte die Ratingagentur Moody’s aufgrund der aus ihrer Sicht schwachen Liquidität von Fosun ihr Rating für deren Schuldnerqualität auf B2 herab.

## Branchen

### Versicherungen
- Pramerica-Fosun Life Insurance
- Yong’an Insurance
- Peak Reinsurance
- Fidelidade (2014 Übernahme von 80 %)
- Frankfurter Leben

### Industriebetriebe
- Nanjing Iron and Steel
- Fosun Pharmaceutical, Besitzer der Shanghai Fosun Long March Medical Science Company, Ltd.,[19]
- Forte Land
- Hainan Mining
- FFT Group
- Koller Gruppe[20]

### Investment
- Yuyuan Tourism
- Focus Media
- Minsheng Bank
- Club Med[21]
- Folli Follie
- Miacom Diagnostics
- St. John Knits International
- Perfect World
- Tom Tailor Holding SE (mittelbar 29,99 % Stand: Juni 2017,[22] seit 2014 über Fidelidade erworben)[23]
- The Naga Group
- Wolford[24]

### Asset Management
- Fosun Capital
- Fosun Chuanghong
- Carlyle-Fosun
- Pramerica-Fosun China Opportunity Fund
- Star Capital
- Real Estate Funds of Forte

### Immobilien
- 28 Liberty Street (New York)
- Lloyds Chambers (London)
- Citigroup Center (Tokio)
- 73 Miller Street (Sydney)

### Ehemalige Beteiligungen
- Thomas Cook Group (5 %)
- Hauck Aufhäuser Lampe Privatbank (100 %)